# Arturo Rodríguez Jurado
Arturo Rodríguez Jurado (26 de mayo de 1907-21 de noviembre de 1982), apodado el Mono, fue un boxeador y jugador de rugby argentino nacido en la provincia de San Luis en 1907, ganador de la medalla de oro en los Juegos Olímpicos de Ámsterdam 1928 en la categoría peso pesado, luego de vencer a Nils Ramm. Junto a la que obtuvo en los mismos juegos Víctor Avendaño, fue la primera medalla de oro obtenida por la Argentina en boxeo, disciplina que es la que más medallas olímpicas ha aportado al medallero de ese país. En rugby fue capitán del seleccionado argentino, conocido años más tarde como Los Pumas. 
Su padre, Benigno Rodríguez Jurado, fue gobernador de la provincia de San Luis. Sus hijos, Arturo, Jaime Luis y Marcelo (fallecido muy joven) se destacaron como jugadores de rugby, integrando la selección argentina. También tuvo dos hijas mujeres, Arnalda y Silvina. Fue uno de los fundadores del San Isidro Club (SIC).

## Carrera

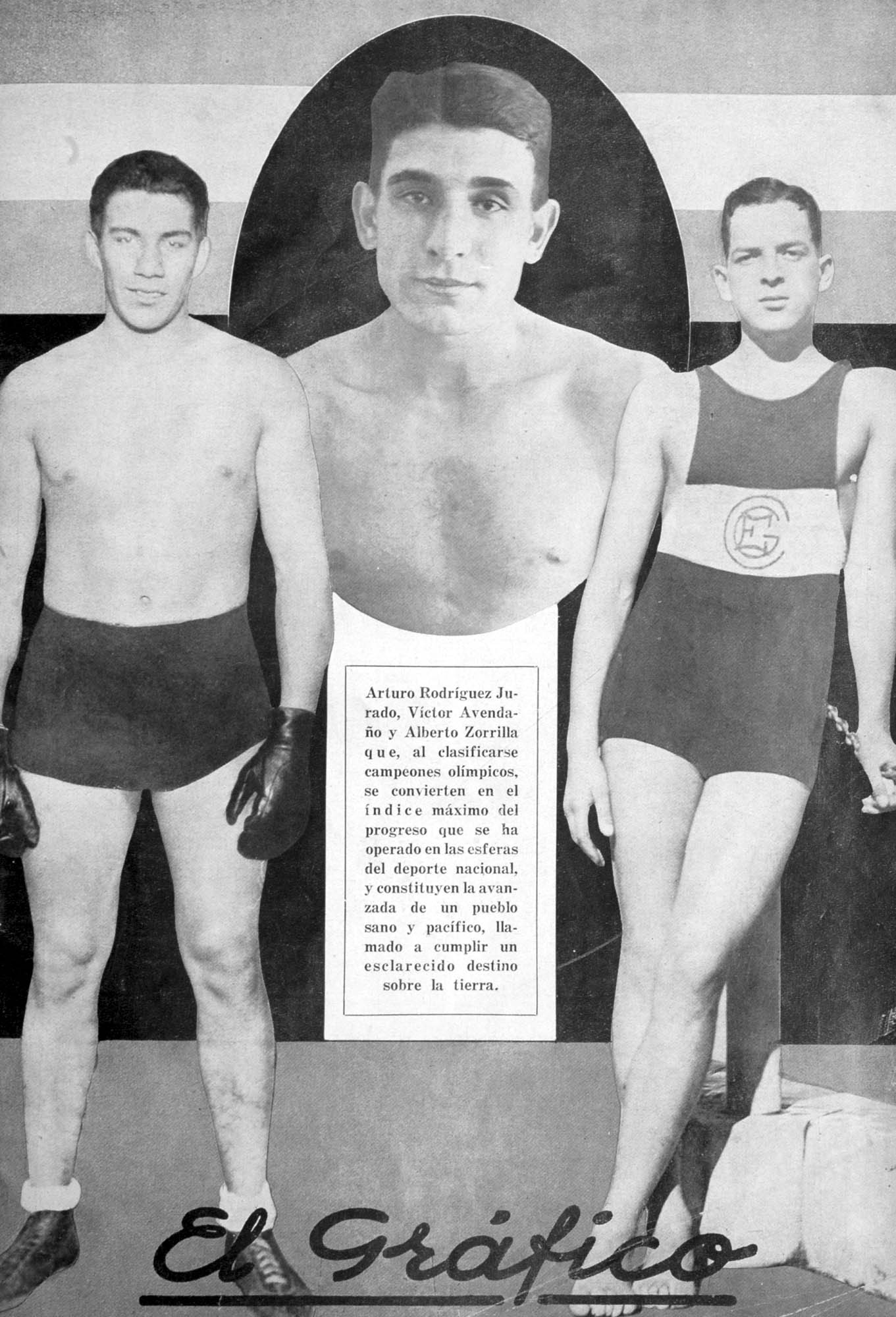
Arturo en una página de El Gráfico junto a Víctor Avendaño (boxeo) y Alberto Zorrilla (natación).

Rodríguez Jurado compitió como boxeador en los Juegos Olímpicos de París 1924, en la categoría de semipesados, donde quedó eliminado en la primera ronda. En los Juegos Olímpicos de Ámsterdam 1928 volvió a competir, esta vez como peso pesado, obteniendo la medalla de oro.
En rugby, Rodríguez Jurado ya integraba la selección argentina en 1924, e incluso fue designado para participar en esa disciplina en los Juegos Olímpicos de París 1924, participación que luego no pudo efectivizarse por problemas de pasajes.

## Medalla de oro de 1928
Rodríguez Jurado pertenecía a una categoría menor, lo que lo hacía más bajo que sus contendientes. En las tres etapas eliminatorias previas, ganó por puntos dos combates y uno por nocaut. En la final debió enfrentar a Nils Ramm, de Suecia, venciéndolo por abandono, luego de finalizar el primer round.